# Alessia Mosca

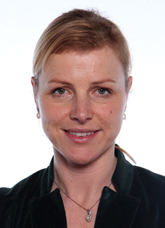
Alessia Mosca (2013)

Alessia Maria Mosca (* 23. Mai 1975 in Monza) ist eine italienische Politikerin der Partito Democratico. Sie war von 2014 bis 2019 Mitglied des Europäischen Parlaments.

## Leben
Mosca studierte bis 1999 Philosophie an der Katholischen Universität vom Heiligen Herzen in Mailand. Im Jahr darauf erwarb sie einen Mastergrad in Diplomatie am Istituto per gli studi di politica internazionale (ISPI) sowie 2001 ein Diplom in Internationalen Beziehungen am Ableger der Johns Hopkins University in Bologna. Von 2003 bis 2004 arbeitete sie beim Luft- und Raumfahrtunternehmen Alenia Aeronautica. Anschließend war sie bis 2006 Assistentin im Europäischen Parlament. Sie promovierte 2006 in Politikwissenschaft an der Universität Florenz.
Im Jahr 2000 trat sie den Giovani Popolari bei, der Jugendorganisation der christdemokratischen Partito Popolare Italiano (PPI). Von 2001 bis 2003 war sie stellvertretende Vorsitzende der Jugend der Europäischen Volkspartei (YEPP). Die PPI ging 2002 in der Partei Democrazia è Libertà – La Margherita auf, der Mosca bis 2007 angehörte. Von 2006 bis 2008 war sie im technischen Sekretariat beim Unterstaatssekretär des Ministerpräsidenten, ihrem Parteifreund Enrico Letta, tätig.
La Margherita fusionierte 2007 mit den Democratici di Sinistra zur Mitte-links-Sammelpartei Partito Democratico (PD), der Mosca seither angehört. Sie war im selben Jahr Verantwortliche der Partito Democratico für Arbeitspolitik. Bei der Parlamentswahl 2008 wurde sie als Vertreterin des Wahlkreises Lombardei 3 in die italienische Abgeordnetenkammer gewählt, der sie bis 2014 angehörte. Dort war 2008–13 Mitglied im Ausschuss für Arbeit.  Auf dem Weltwirtschaftsforum 2009 wurde sie in die Gruppe der „Young Global Leaders“ berufen. Nach ihrer Wiederwahl 2013 war sie bis zu ihrem Ausscheiden im Juni 2014 Mitglied des Ausschusses für EU-Politik und italienische Delegierte bei der Parlamentarischen Versammlung der NATO.
Mosca wurde bei der Europawahl 2014 ins Europäische Parlament gewählt, wo sie der Fraktion der Progressiven Allianz der Sozialdemokraten angehörte. Sie war stellvertretende Vorsitzende der Delegation für die Beziehungen zur Arabischen Halbinsel und Mitglied im Ausschuss für internationalen Handel. Bei der Europawahl 2019 verpasste sie den Wiedereinzug.